# Fred Beardsley
Frederick William Beardsley (13 tháng 7 năm 1856 – 1939) là một cầu thủ bóng đá người Anh, liên quan đến sự thành lập của Arsenal F.C..

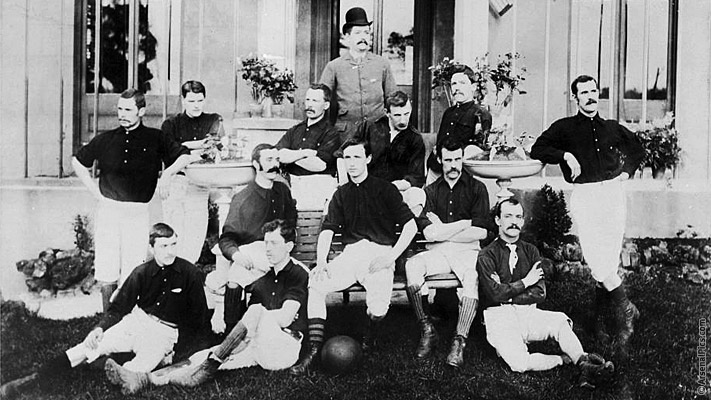
Đội hình Arsenal mùa giải 1888-89. Beardsley đứng khoanh tay ở phía sau.